# Weston, Idaho
Weston är en ort i Franklin County i delstaten Idaho, USA.